# Сквіртне
Скві́ртне (пол. Skwirtne) — лемківське село у сучасній Польщі, у гміні Устя-Горлицьке Горлицького повіту Малопольського воєводства. Населення — 100 осіб (2011).

## Розташування
Знаходиться за 9 км від адміністративного центру Устя-Горлицьке, 7  км від Ждині, 30 км від міста Горлиці та за 112 км від Кракова.
Лежить над Плебанським потоком.

## Назва
Пов'язують зі словом «сквірк», яке на лемківській говірці означає модрину.
У 1977-1981 рр. в ході кампанії ліквідації українських назв село називалося Сквєжин (пол. Skwierzyn).

## Історія
Село закріпачене на волоському праві в другій половині XVI ст.
Податковий реєстр 1629 р. засвідчує 2 селянські господарства і 2 загородники, село у власності Гладишів.
Напередодні Першої світової війни в селі налічувалося 187 хат, крім лемків проживало 5 циганських родин, які займалися ковальством і були добрими музикантами, злодійства не було. Село сильно постраждало від боїв та ще 13 селян було вивезено до Талергофу. Після війни селяни побудували нову школу. В 1936 році польська влада заарештувала місцевого вчителя Миколу Юрковського і на його місце прислали поляка, який не володів українською мовою. Учні його не розуміли і по кількох днях відмовились ходити до школи. Поляки відповіли арештами батьків, але селяни написали і відвезли у Варшаву петицію. Після трьох місяців «шкільного страйку» влада змушена була прислати вчителя-українця зі Львова і випустити з тюрми активістів села.
До 1945 р. в селі Реґетів Вижній була дочірня греко-католицька дерев'яна церква св. Безср. Кузьми і Дем'яна, зб. 1837, підлягала парохії Реґетів Вижній Горлицькому деканату, метричні книги велися з 1811 року В ході Тилявської схизми більшість селян (300 з 371) перейшли до Польської православної церкви.
До виселення українців у селі було чисто лемківське населення: з 470 жителів — усі 470 українці.
Після Другої світової війни Лемківщина, попри сподівання лемків на входження в УРСР, була віддана Польщі, а корінне українське населення примусово-добровільно вивозилося в СРСР (більшість жителів села вивезли в Полтавську область). Згодом, у період між 1945 і 1947 роками, в цьому районі тривала боротьба між підрозділами УПА проти радянських і польських і військ. Ті з українців, хто вижив, 1947 року під час операції Вісла були ув'язнені в концтаборі Явожно або депортовані на понімецькі землі Польщі, натомість заселено поляків.
У 1975—1998 роках село належало до Новосондецького воєводства.

## Демографія
Демографічна структура станом на 31 березня 2011 року:
|          | Загалом | Допрацездатний вік | Працездатний вік | Постпрацездатний вік |
| -------- | ------- | ------------------ | ---------------- | -------------------- |
| Чоловіки | 47      | 11                 | 33               | 3                    |
| Жінки    | 53      | 13                 | 28               | 12                   |
| Разом    | 100     | 24                 | 61               | 15                   |

## Пам'ятки
Об'єкти, перераховані в реєстрі пам'яток Малопольського воєводства:
- Дерев'яна колишня греко-католицька церква св. Безср. Кузьми і Дем'яна, після виселення українців у 1947 р. — римо-католицький костел.
- На території села над потоком знайдено рештки табору мисливців, датовані ІХ тисячоліттям до нашої ери.